# Kinanah
Kinanah, Kinana of Kanana (Arabisch:  كنانة ) was de grootste Adnanitische stam van de westerse Saoedi-Arabië in de Hidjaz. Het is vernoemd naar Kinanah ibn Khuzaimah, de 14e generatie voorvader van Mohammed.
Sinds de islamisering begonnen zij te beweren dat ze afstammen van Kinanah, die een achterkleinzoon van İlyas was (bekend als Elia in de joodse en christelijke tradities), die werd vernoemd naar de profeet Elia.

## Het voorgeslacht
Kinanah ibn (zoon van) Khuzaimah ibn Mudrikah ibn İlyas ibn Mudar ibn Nizar (of Nazar) ibn Ma'add ibn Adnan ibn Add ibn Zand ibn Nebajoth (volgens andere bronnen Kedar) ibn Ismaël ibn Abraham ibn Azar ibn Nahor ibn Serug ibn Rehu ibn Peleg ibn Eber ibn Shaleh ibn Arpachsad ibn Sem ibn Noach ibn Lamech ibn Metusalem ibn Idris ibn Yared ibn Mahalalel ibn Kenan ibn Enos ibn Seth ibn Adam.
Het aantal geslachten en de namen tussen Adnan en Ismaël is niet met zekerheid vast te stellen.

## Sub-stammen van Kinanah

Geschatte locaties van enkele van de belangrijkste stammen en Rijk van het Arabische schiereiland aan het begin van de islam (rond het jaar 600).

De Banoe Kinanah is onderverdeeld in vier stammen: al-Nadr, Abdumanat, Malakan en Malak.

### al-Nadr ibn Kinanah
al-Nadr is Qoeraisj, de 13e generatie voorvader van de profeet Mohammed

### Abdumanat ibn Kinanah
Dit is een van de grootste takken van Kinanah en zijn zonen zijn Murrah, Bakr en Alharith.
Banoe Laith, Banoe Dhumrah, Banoe Ghufar, Banoe Jadhimah, Banoe Mudliy, Banoe Aldiil en Banoe Sho'bah zijn de afstammelingen van Abdumanat.

### Malak (Malik) ibn Kinanah
Ban Firas ibn Ghanam ibn Thaalabah ibn Alharith ibn en Malak ibn Kinanah waren de beste krijgers van Ali

### Malakan ibn Kinanah
Hij is de eerste man die de naam Malakan kreeg en zijn zonen zijn Haram, Thaalabah, Saad, Awsaid en Ghanam.